# Implantología dental
Es la disciplina odontológica que se dedica al reemplazo de piezas dentales mediante la colocación quirúrgica de un aditamento de titanio, que reemplaza la porción radicular de un diente para reponer en la zona afectada, los dientes perdidos.
La implantología dental es la disciplina de la odontología que se ocupa del estudio de los materiales aloplásticos dentro o sobre los huesos de maxilares para dar apoyo a una rehabilitación dental. Tiene como objetivo sustituir dientes perdidos mediante la colocación quirúrgica de un implante dental en el hueso maxilar o mandibular. 
Los implantes dentales pueden ser de diferentes tamaños, superficies y materiales. Sobre los implantes se diseñan las rehabilitaciones protésicas que van a permitir restituir las funciones masticatórias, fonéticas y estéticas del paciente. La elección del tipo de implante que se pone en los pacientes se realiza en función del diagnóstico, pronóstico y del plan de tratamiento interdisciplinario entre el odontólogo general con un especialista en cirugía, periodoncia o prostodoncia.
 Actualmente la mayoría de los implantes intraóseos tienen forma de una raíz dental y los materiales para su fabricación emplean materiales altamente biocompatibles como el titanio, que le permite una unión al hueso biológicamente estable denominada Oseointegración.
La implantología dental contemporánea en su era actual se inicia a partir de los conceptos desarrollados inicialmente por Per-Ingvar Brånemark, y desarrollados en los implantes dentales de titanio en 1981, donde se han revolucionados los principios biológicos de la integración tisular.
Actualmente, el uso de los implantes dentales oseointegrados es una buena idea para reemplazar los dientes perdidos, cualquiera sea su causa, en la gran mayoría de los casos dejando atrás los antiguos sistemas de prótesis removibles (“placas” con o sin “ganchos”) y prótesis fijas plurales sobre dientes (“puentes fijos”). Un paciente que ha sufrido la pérdida de uno o más dientes, debe considerar que los implantes dentales no sólo resuelven la parte estética, sino que además evitan otras graves complicaciones asociadas a la falta de dientes o muelas, como desgaste de las piezas que quedan, problemas en las articulaciones de la mandíbula, dolores de cabeza y hasta de cuello y hombros.
Actualmente la implantología es una rama en constante evolución que cada vez presenta técnicas más rápidas, predecibles y mínimamente invasivas.